# Digne-les-Bains
Digne-les-Bains là tỉnh lỵ của tỉnh Alpes-de-Haute-Provence, thuộc vùng hành chính Provence-Alpes-Côte d'Azur của nước Pháp, có dân số là 16.064 người (thời điểm 1999).

## Các thành phố kết nghĩa
- Bad Mergentheim, Baden-Württemberg, Đức
- Borgomanero, Piemont, Ý
- Douma, Liban

## Những người con của thành phố
- Paul Alexandre Arnoux
- Alexandra David-Néel
- Alphonse Eugène Beau
- Pierre Gassendi